# 宇喜也嘉
宇喜也嘉（1445年—1505年4月4日）號月光，是琉球國第二尚氏王朝建立者尚圓王之妃。
宇喜也嘉出生在伊是名島，與尚圓王是同鄉。出生平民，其早期情況不詳。尚圓王繼位之後，被封為王妃。生一子名尚眞、一女名音智殿茂金（號月清）。
成化十二年（1476年）七月二十八日，尚圓王逝世。由於尚眞年幼，群臣推戴王弟尚宣威繼位。宇喜也嘉對此非常不滿。當時琉球人迷信神靈，祝女的宗教集團勢力凌駕於國王之上。宇喜也嘉便勾結祝女，陰謀推翻尚宣威王。
根據琉球神道的傳說，每當新王登基，太陽神、君手摩神便會出現在首里城，附身於祝女自殿內出，至奉神門後東面而立，祝賀新王，並授予其神號。成化十三年二月，二神照例出現，不過這次其所附身的祝女卻向西面而立，頌揚世子尚眞，並宣佈神的旨意，要世子尚眞即位。尚宣威王不得不從命，禪位給尚眞，自己則隱居到了越來間切。宇喜也嘉被授予神號「世添大美御前加那志」；其子尚眞則被授予神號「於義也嘉茂慧」。為了安撫尚宣威王的支持者，宇喜也嘉安排尚眞與尚宣威的女兒居仁結婚。
由於尚眞年幼，宇喜也嘉便以國王生母的身份攝政，時人稱之為「女君」。攝政期間，任命長女月清為聞得大君，將祝女的宗教集團的勢力置於國王直接統治之下，實現了琉球的政教合一。
弘治十八年乙丑三月一日（1505年4月4日）薨。葬於伊是名玉陵。玉陵碑文雖刻著她的名字，《中山世譜》也記載她葬於玉陵，但事實上並未葬於首里的玉陵。
根據《球陽》記載，宇喜也嘉是首位不使用活人殉葬的琉球王族。

## 腳註
1. ↑  《中山世譜·卷六·尚圓王》
2. 1 2  《中山世譜·卷六·尚宣威王》
3. ↑  《中山世譜·卷六·尚眞王》
4. ↑  .   [2013-08-18]. （原始内容存档于2012-05-07）.
5. ↑  《球陽·卷三·尚眞王》